# Svið
Le svið est une spécialité culinaire islandaise.

## Présentation
Le svið est une tête de mouton bouillie.
D'abord roussie pour enlever la laine, la tête est ensuite coupée en deux dans le sens longitudinal avant d'être bouillie après avoir enlevé le cerveau.
En Islande, ce plat figure traditionnellement sur les tables de la fête de þorrablót, même si l'on peut acheter toute l'année au supermarché des têtes sous vide (soðin lambasvið).
Le svið est le plus souvent servi avec une purée de pommes de terre et une purée de rutabagas.
D'après les connaisseurs, le goût serait plutôt agréable. La joue serait « la partie la plus savoureuse, les yeux, la langue et les lèvres [étant] aussi des morceaux de choix ».